# Semiothisa sirenata
Semiothisa sirenata är en fjärilsart som beskrevs av Mcdunnough 1939. Semiothisa sirenata ingår i släktet Semiothisa och familjen mätare. Inga underarter finns listade i Catalogue of Life.